# Barbarič
Barbarič  je slovenski priimek, ki ga je po podatkih Statističnega urada Republike Slovenije na dan 1. januarja 2011 uporabljalo 210 oseb in je med vsemi priimki po pogostosti uporabe uvrščen na 2.025. mesto.

## Znani nosilci priimka
- Benjamin Barbarič (*1997), klasični kitarist
- Jan Barbarič (*1995), košarkar
- Nada Barbarič Naskov (*1957), slovenistka, gimn. prof. knjiž.
- Paul A. Barbarich (*1959), izseljenski delavec v ZDA
- Peter Barbarič (*1959), sociolog, glasbeni urednik in publicist
- Štefan Barbarič (1920—1988), literarni zgodovinar in prevajalec
- Vlado in Zoran Barbarič, jadralca